# Електропостачання гірничих підприємств
Електропостача́ння гірни́чих підприє́мств (рос. электроснабжение горных предприятий, англ. power supply of mines, нім. Stromversorgung f der Bergbaubetriebe) — забезпечення енергоустаткування гірничих підприємств електричною енергією.

## Історія
Промислове впровадження електроенергії на гірничих підприємствах для сигналізації, зв'язку і стаціонарного освітлення розпочалося у 80-90-ті роки XIX століття.

## Сучасний стан

Схема електропостачання шахти

Структура системи електропостачання гірничих підприємств на сьогодні включає декілька блоків, які мають свою специфіку в частині технічної реалізації, технічних характеристик і виконання енергоустаткування. За цим принципом можна виділити наступні системи: зовнішнього електропостачання, електропостачання споживачів поверхні, електропостачання підземних гірничих робіт напругою вище 1 кВ, стаціонарних і напівстаціонарних установок, а також дільниць, які можуть живитися від головної знижувальної підстанції по свердловинах, штольнях або від центральної підземної підстанції.
Електропостачання гірничих підприємств може здійснюватися від енергосистем; автономних джерел живлення; власних електростанцій, пов'язаних з енергосистемою. Ввід на підстанції глибокого вводу може здійснюватися напругою 35, 110, 150, 220 кВ, а на головній знижувальній підстанції від 6 до 220 кВ. За характером збитків, які можуть бути заподіяні гірничому підприємству через перерви в електропостачанні, всі споживачі електроенергії поділяються на 3 категорії (I, II, III). Електропостачання гірничих підприємств здійснюють не менш ніж по двох лініях від двох незалежних джерел живлення. Всі живильні лінії електропередач повинні знаходитися під навантаженням.
Головна знижувальна підстанція, що входить в систему електропостачання гірничих підприємств, являють собою, як правило, розподільчо-трансформаторну підстанцію, в якій встановлюють два трансформатори. Потужність кожного з них забезпечує 100 % навантаження, або при аварійному відключенні одного з трансформаторів той, що залишився забезпечує живлення споживачів I категорії й основних споживачів II категорії на час ліквідації аварії.
Схеми й конструкції головних знижувальних підстанцій різноманітні. Незалежно від району розташування передбачаються відкриті розподільчі пристрої на напругу 35-220 кВ із зовнішньою установкою силових трансформаторів і закриті розподільчі пристрої на напругу 6-10 кВ. Схеми електричних з'єднань підстанцій вибирають виходячи з навантаження підприємства, схеми й прилеглих мереж енергосистеми, кількості й потужності силових трансформаторів і ліній, необхідного ступеня надійності електропостачання, рівня струмів короткого замикання, параметрів і надійності енергоустаткування. Схеми первинних з'єднань головних знижувальних підстанцій можуть виконуватися з вимикачами на стороні 35-220 кВ.
На сучасних гірничих підприємствах найбільше поширення отримали спрощені схеми відкритих розподільчих пристроїв на 35-220 кВ, основані на блоковому принципі. На таких головних знижувальних підстанціях відсутні збірні шини відкритих розподільчих пристроїв на 35-220 кВ, а кожний трансформатор живиться від окремої радіальної лінії 35-220 кВ, приєднаної до шин підстанції енергосистеми через вимикач або до магістральної повітряної лінії. Відокремлювач в цьому випадку призначений для відключення тільки пошкодженого трансформатора. При необхідності мати на головній знижувальній підстанції декілька рівнів вторинної напруги (наприклад, 35 і 10 кВ) на кар'єрах (розрізах) встановлюють триобмоткові трансформатори й виконують роздільні пристрої. На шахтах, внаслідок специфіки підземних умов, установка триобмоткових або розділювальних трансформаторів обов'язкова. Як підстанції глибокого введення напруги 35-220 кВ можуть застосовуватися комплектні трансформаторні підстанції (типу КТП-35 і КТП-110) з одним або двома трансформаторами.

## Електропостачання шахт
Електропостачання підземних гірничих робіт зумовлене гірничо-геологічними умовами розробки, технологією робіт, метанорясністю виробок, запиленістю і підвищеною вогкістю в гірничих виробках. Найпотужніші споживачі електроенергії в шахтах — установки водовідливу, очисні механізовані комплекси, прохідницькі комбайни, породонавантажувальні машини, транспорт. Сумарна встановлена потужність сучасних дільниць 800—1200 кВт. Найпоширеніший спосіб живлення дільниць — через стовбур.
З метою підвищення рівня безпеки організовується відособлене живлення електроспоживачів шахт від поверхневих мереж. Основним обладнанням підземних підстанцій є комплексні розподільчі пристрої, силові трансформатори, комутаційна апаратура напругою до 1 кВ. На рудниках і шахтах, не небезпечних за газом і пилом, застосовується електрообладнання в нормальному або в рудниковому виконанні, а в шахтах небезпечних за газом і пилом, — у спеціальному вибухозахищеному виконанні. Розподіл електроенергії в підземних виробках, живлення стаціонарних і пересувних машин і механізмів здійснюють кабелі спеціального призначення напругою до і понад 1 кВ (броньовані, напівгнучкі, гнучкі й особливо гнучкі). Для апаратури випереджального відключення використовується кабель з розщепленими жилами. Залежно від гірничо-геологічних умов, системи розробки й інш. енергоустаткування розташовують на конвеєрному або на вентиляційного штреку, інших гірничих виробках.

## Електропостачання кар'єра
Основні елементи системи електропостачання кар'єру: одна або декілька головних знижувальних підстанцій, центральний розподільний пункт, кар'єрні лінії електропередач, кар'єрні розподільчі пункти, пересувні трансформаторні пункти, пункти підключення і пересувні пункти захисту. Схеми розподільчих мереж кар'єру поділяють на радіальні, магістральні й комбіновані. Залежно від розташування ЛЕП відносно фронту робіт їх розділяють на подовжні й поперечні.
Живлення декількох споживачів або розподільних пунктів в першому випадку здійснюється по бортовій лінії, що розташовується за межами робочих горизонтів. Пересувні приймачі живляться від повітряних ЛЕП гнучкими кабелями через стаціонарні або пересувні ПП, які розташовують через 200—300 м. Напруга 0,4 кВ подається від пересувних комплексних трансформаторних підстанцій, для освітлення — через загальний або місцевий освітлювальний трансформатор. При поперечній схемі електроспоживачі й ТП кар'єру живляться через ПП від поперечних ліній, сполучених зі стаціонарними ЛЕП, прокладених вздовж бортів кар'єру поза межею поля родовища, що розробляється.

## Електропостачання драг і земснарядів
Електропостачання драг і землесосних снарядів здійснюється від берегової підстанції, до якої підводиться повітряна ЛЕП 35 кВ, а відходить ЛЕП 6 кВ. За допомогою гнучкого драгового кабелю довжиною 200 м і більше, що втримується плотами або понтонами, електроенергія йде у ввідну камеру драги.

## Електропостачання збагачувальних фабрик
Встановлена потужність сучасних збагачувальних фабрик становить 100—150 МВт. Різноманітні агрегати об'єднуються в декілька паралельних технологічних ліній, працюють в суворій послідовності, а при необхідності ще розгалужуються на паралельні тракти. Подібна структура ставить жорсткі вимоги до систем електропостачання збагачувальних фабрик. Постачання таких підприємств електроенергією доцільно здійснювати напругою 110—220 кВ з однією-двома підстанціями глибокого введення. Система внутрішнього електропостачання збагачувальних являє собою сукупність цехових підстанцій, розподільних пристроїв, розподільних пунктів, кабельних і повітряних ліній в межах промислового майданчика.